# João Antonio de Avellar
João Antonio de Avellar (Sete Lagoas, 8 de dezembro de 1858 — Sete Lagoas, 21 de agosto de 1914) foi um político brasileiro. Exerceu o mandato de deputado federal constituinte por Minas Gerais em 1891.